# قلعة خالصة
قلعة خالصة هي قرية في مقاطعة مراغة، إيران. عدد سكان هذه القرية هو 623 في سنة 2006.